# 馬克惇

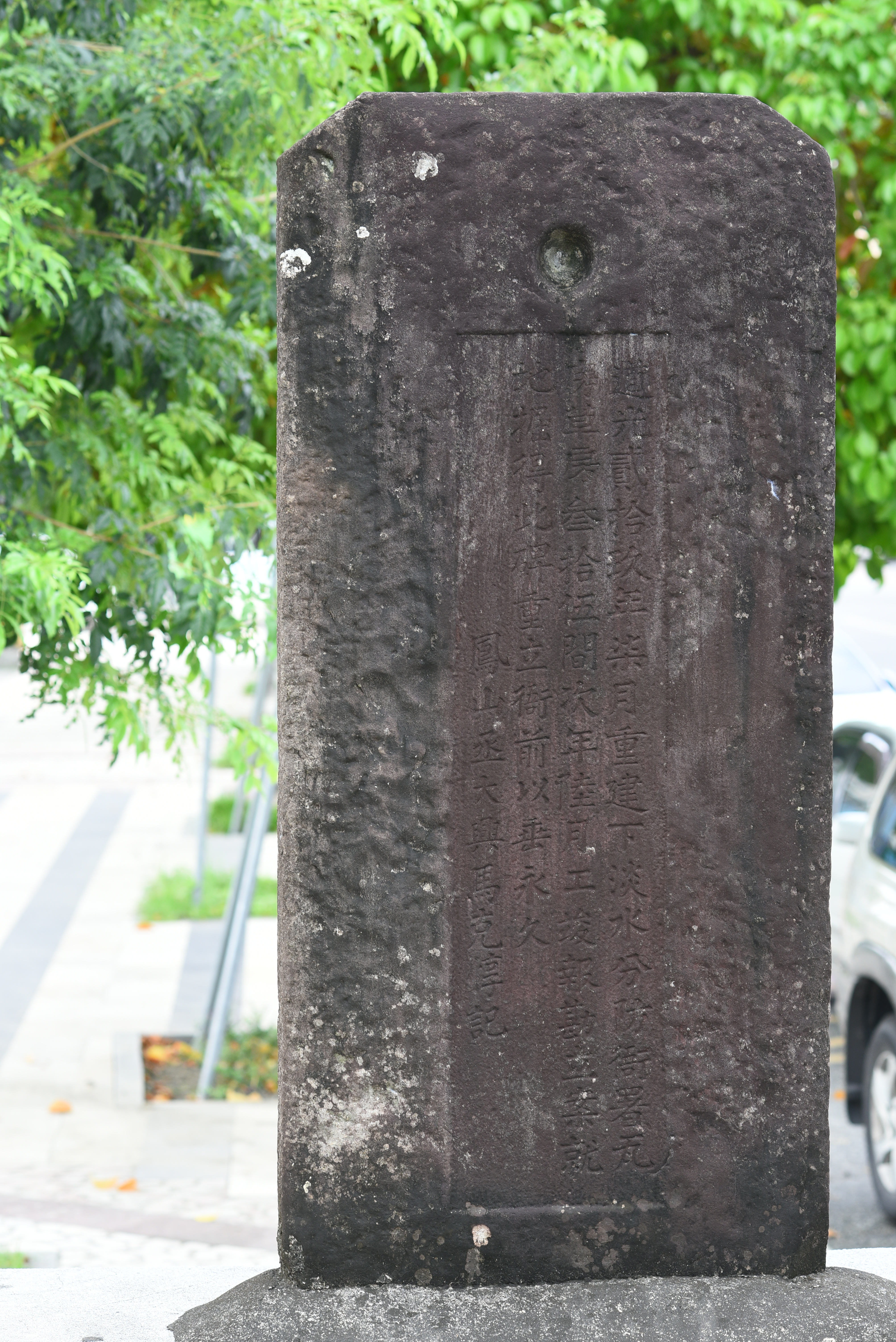
道光30年（1850年）鳳山丞馬克惇題-呂岳德政碑發現記

馬克惇（？—？），號雲伯，清朝官員，本籍直隸。

## 生平
馬克惇於1851年（咸豐1年）接替馬慶釗，任臺灣府淡水廳艋舺縣丞一職，是大臺北地區的地方父母官。